# Fromelles
Fromelles est une commune française située dans le département du Nord (59), en région Hauts-de-France. Fromelles faisait partie de la communauté de communes de Weppes, en Flandre française, qui a choisi de rejoindre la Métropole Européenne de Lille en 2017.

## Géographie

### Communes limitrophes
| Fleurbaix | Fleurbaix | Bois-Grenier      |
| Laventie  | Fromelles | Le Maisnil        |
| Aubers    | Herlies   | Fournes-en-Weppes |

### Hydrographie

#### Réseau hydrographique
La commune est située dans le bassin Artois-Picardie. Elle est drainée par la rivière Des Layes, la Rue de Leval, la Sotte Rue, le Courant de Valmonchy, le Courant de Walmonchy, le Hayon et divers autres petits cours d'eau,.
La Rivière des Layes, d'une longueur de 26 km, prend sa source dans la commune de Herlies et se jette  dans la Vieille lys d'armentières à Armentières, après avoir traversé onze communes. 

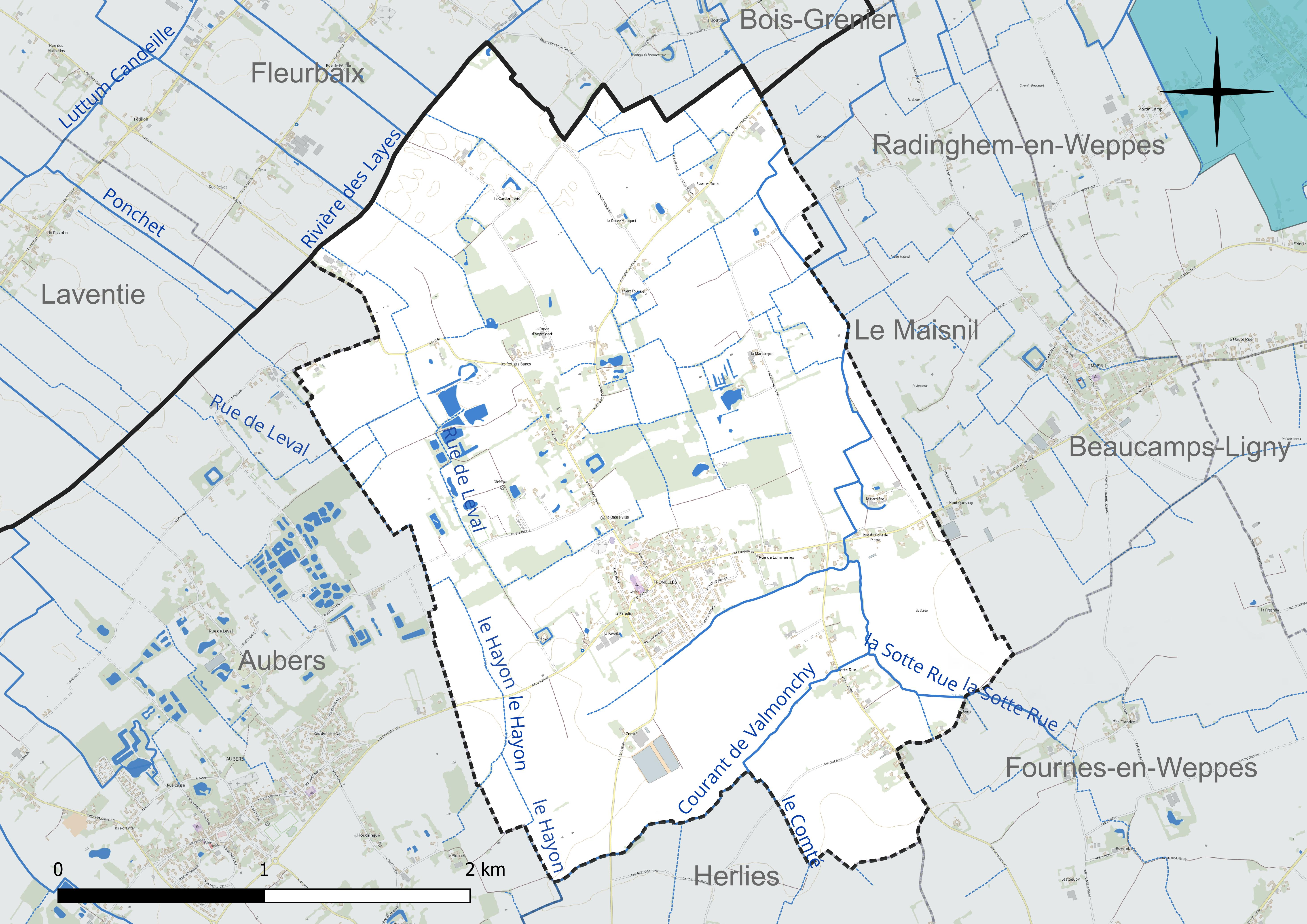
Réseau hydrographique de Fromelles.

#### Gestion et qualité des eaux
Le territoire communal est couvert par le schéma d'aménagement et de gestion des eaux (SAGE) « Lys ». Ce document de planification concerne un territoire de 1 835 km2 de superficie, délimité par le bassin versant de la Lys. Le périmètre a été arrêté le 29 mai 1995 et le SAGE proprement dit a été approuvé le 6 août 2010, puis révisé le 20 septembre 2019. La structure porteuse de l'élaboration et de la mise en œuvre est le syndicat mixte pour l'élaboration du SAGE de la Lys (SYMSAGEL). 
La qualité des cours d'eau peut être consultée sur un site dédié géré par les agences de l'eau et l'Agence française pour la biodiversité. 

### Climat
Pour des articles plus généraux, voir Climat des Hauts-de-France et Climat du Nord.
En 2010, le climat de la commune est de type climat océanique dégradé des plaines du Centre et du Nord, selon une étude du CNRS s'appuyant sur une série de données couvrant la période 1971-2000. En 2020, Météo-France publie une typologie des climats de la France métropolitaine dans laquelle la commune est exposée à un climat océanique et est dans la région climatique  Nord-est du bassin Parisien, caractérisée par un ensoleillement médiocre, une pluviométrie moyenne régulièrement répartie au cours de l'année et un hiver froid (3 °C). 
Pour la période 1971-2000, la température annuelle moyenne est de 10,5 °C, avec une amplitude thermique annuelle de 14 °C. Le cumul annuel moyen de précipitations est de 703 mm, avec 11,7 jours de précipitations en janvier et 9,1 jours en juillet. Pour la période 1991-2020, la température moyenne annuelle observée sur la station météorologique la plus proche, située sur la commune de Lesquin à 18 km à vol d'oiseau, est de 11,3 °C et le cumul annuel moyen de précipitations est de 740,0 mm,. Pour l'avenir, les paramètres climatiques de la commune estimés pour 2050 selon différents scénarios d'émission de gaz à effet de serre sont consultables sur un site dédié publié par Météo-France en novembre 2022.

## Urbanisme

### Typologie
Au 1er janvier 2024, Fromelles est catégorisée bourg rural, selon la nouvelle grille communale de densité à sept niveaux définie par l'Insee en 2022.
Elle appartient à l'unité urbaine de Radinghem-en-Weppes, une agglomération intra-départementale regroupant trois  communes, dont elle est ville-centre,,. Par ailleurs la commune fait partie de l'aire d'attraction de Lille (partie française), dont elle est une commune de la couronne,. Cette aire, qui regroupe 201 communes, est catégorisée dans les aires de 700 000 habitants ou plus (hors Paris),.

### Occupation des sols
L'occupation des sols de la commune, telle qu'elle ressort de la base de données européenne d'occupation biophysique des sols Corine Land Cover (CLC), est marquée par l'importance des territoires agricoles (96,1 % en 2018), en diminution par rapport à 1990 (97,1 %). La répartition détaillée en 2018 est la suivante : 
terres arables (78,5 %), prairies (11,6 %), zones agricoles hétérogènes (5,9 %), zones urbanisées (3,9 %). L'évolution de l'occupation des sols de la commune et de ses infrastructures peut être observée sur les différentes représentations cartographiques du territoire : la carte de Cassini (XVIIIe siècle), la carte d'état-major (1820-1866) et les cartes ou photos aériennes de l'IGN pour la période actuelle (1950 à aujourd'hui).

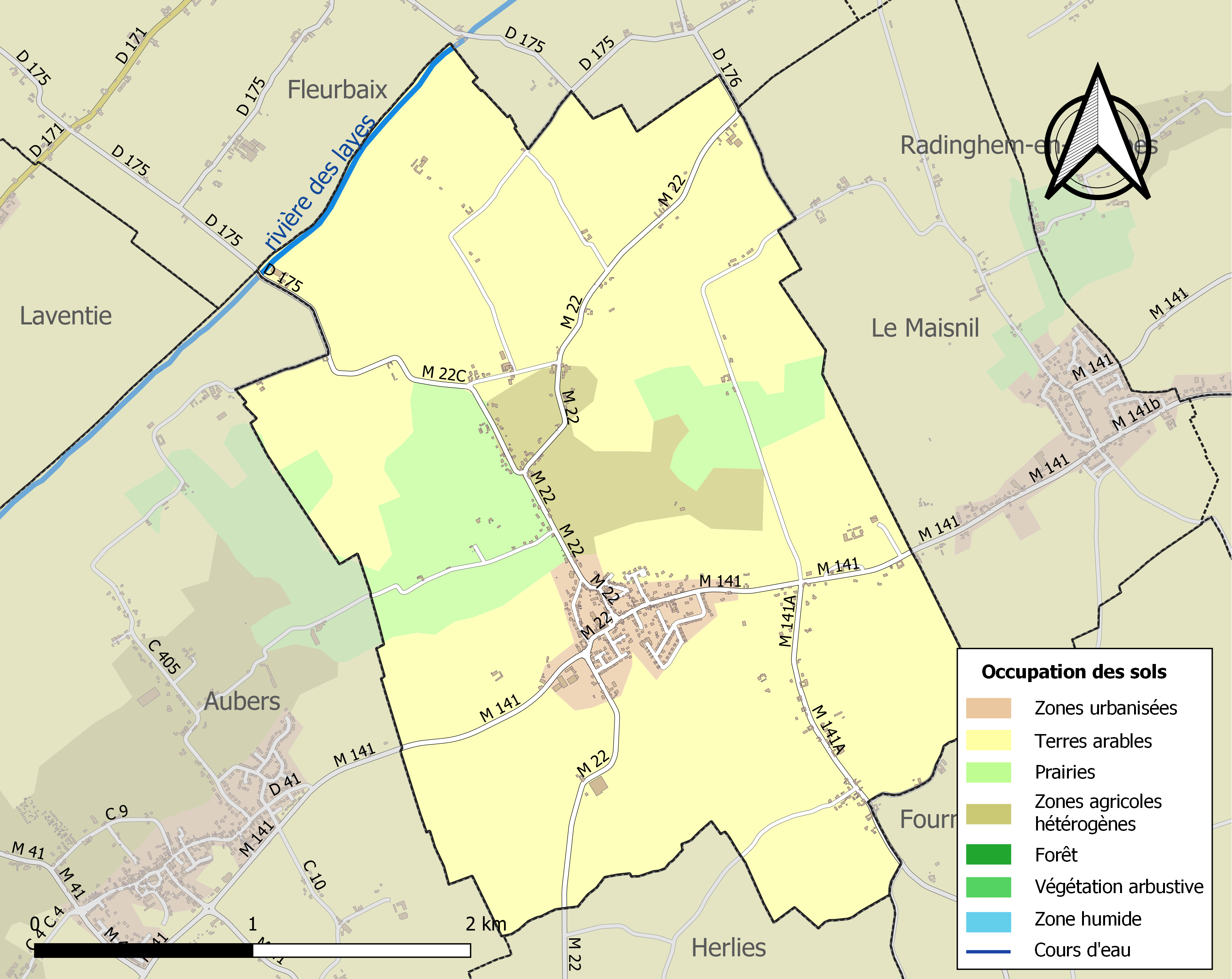
Carte des infrastructures et de l'occupation des sols de la commune en 2018 (CLC).

### Voies de communication et transports
La commune est desservie, en 2023, par les lignes 62, 236 et par les lignes de transport à la demande 22R, 25R, 29R, 62R et 74R du réseau Ilévia.

## Histoire
Avant la Révolution française, Fromelles est le siège d'une seigneurie. Au XVIIIe siècle, elle est détenue par la famille Ingiliard.
Édouard II Ingiliard (     -1745), fils d'Édouard Ier (1620-après 1703), seigneur des Wattines sur Linselles et du Plouy (ou des Pretz), et de Marie Catherine Fruict (1642-1714), est écuyer, seigneur de Fromelles, des Wattines, de la Mairie, du Plouich à Pérenchies, de Maisnil. Il devient bourgeois de Lille le 16 janvier 1698. Il est créé chevalier le 3 février 1719. Il meurt à Lille le 11 juillet 1745. Il épouse à Lille le 1er octobre 1697 Marie-Catherine de Fourmestraux (1680-1723), fille de Paul, écuyer, seigneur de Canteleu, et de Jeanne-Claire de Blondel. Elle nait à Lille en septembre 1680 (baptisée le 21 septembre 1680) et y meurt le 26 juin 1723
Édouard-Paul Ingiliard (1698-1751), fils d'Édouard II, chevalier, seigneur de Fromelles, du Maisnil, de la Mairie, nait à Lille en juillet 1698 (baptisé le 31 juillet 1698). Il est bailli des États de Lille, Douai, Orchies, bourgeois de Lille le 20 octobre 1741. Il meurt à Lille le 1er octobre 1751. Il se marie à Lille le 5 juillet 1739 avec Marie-Joseph-Françoise Aulent (1718-1747), dame de la Tour et de la Longuerie, fille de Pierre-Alexandre, écuyer, seigneur de la Longuerie, avocat au bailliage de Lille, juge ordinaire en la gouvernance de Lille, bourgeois de Lille, membre du magistrat de Lille et de Marie-Marguerite Chauwin. Elle nait à Lille en février 1718 (baptisée le 12 février 1718), et y meurt le 2 septembre 1747,. 

### Révolution française
Sous la Révolution, en frimaire an II (novembre 1793), la population du village va s'opposer à une des mesures anticléricales de la Convention nationale, le procureur de la commune doit reconnaitre qu'il n'a pu fermer l'église tel qu'il était prévu : « Nous avons été obligés d'ouvrir cette église vu la rumeur du peuple ».

### 1914-1918

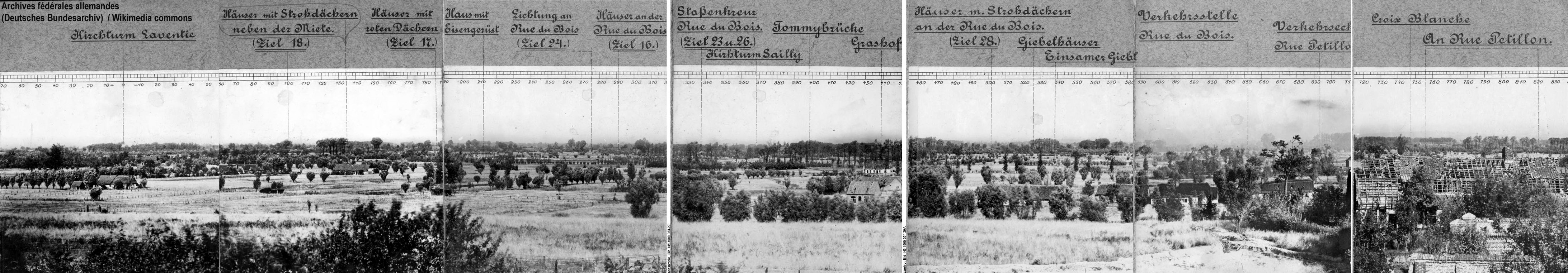
Vue panoramique des alentours du village de Fromelles en 1914, à partir de l'observatoire installé dans l'école du village par l'armée allemande.

En juillet 1916, en marge de la bataille de la Somme, Fromelles fut le théâtre de combats entre soldats du Commonwealth (en particulier d'Australie) et de l'Allemagne qui ont fait quelque 7 000 morts et blessés dans les rangs alliés.
Entre le 19 et le 20 juillet 1916, 2 000 Australiens sont morts, 3 500 ont été blessés et 1 500 Britanniques y ont été tués ou blessés.
En mai 1919, six mois après la fin de la guerre, les habitants de la commune doivent supporter une sinistre cohabitation : la présence de cadavres dans les champs, trous de bombes, tranchées, avec les conséquences induites : visions lugubres rappelant les épreuves passées, odeurs, risque d'épidémies. Il leur faudra attendre la construction de cimetières militaires pour que cesse cette situation.

### Depuis 1918
En 1931, une ligne de tramway relie Fromelles à Don.
À la suite de recherches dans les archives allemandes, Lambis Englesoz retrouve l'emplacement des corps. En juin 2008, avec l'aide des archéologues de la Glasgow University Archaeological Research Division (GUARD, Glasgow, Écosse), Lambis Englesoz et Martial Delebarre ont mis au jour des fosses communes où reposeraient quelque quatre cents soldats australiens et britanniques « disparus » pendant la bataille de juillet 1916, entre le 19 et le 20 juillet.
250 soldats ont été ré-inhumés en sépultures individuelles dans un cimetière militaire, du 30/01/2009 au 19/07/2010 (date anniversaire de la bataille), avec les honneurs militaires.
Le 19 juillet 2010, en présence du prince Charles et de Quentin Bryce, gouverneur général d'Australie, et de 74 familles de soldats australiens, est célébrée la dernière inhumation avec retransmission télévisée en direct en Australie et au Royaume-Uni. Plusieurs familles ont lu des lettres reçues de ces soldats. Une cérémonie en présence d'autres familles australiennes a eu lieu le 19 juillet 2013.

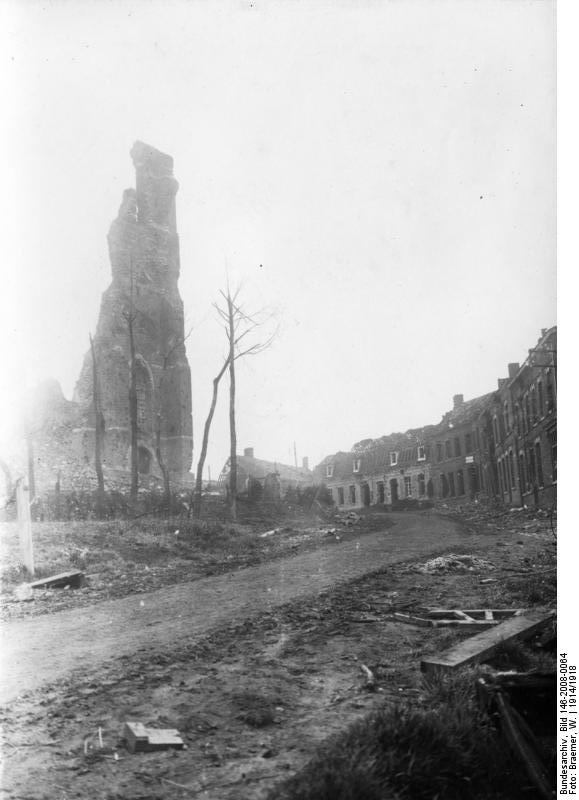
Ruines de l'église de Fromelles.
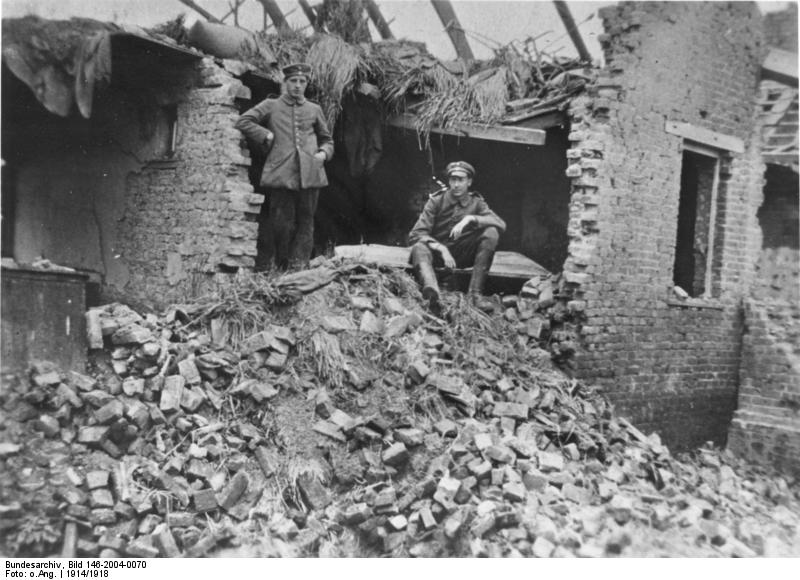
Deux soldats allemands posant devant une maison démolie.
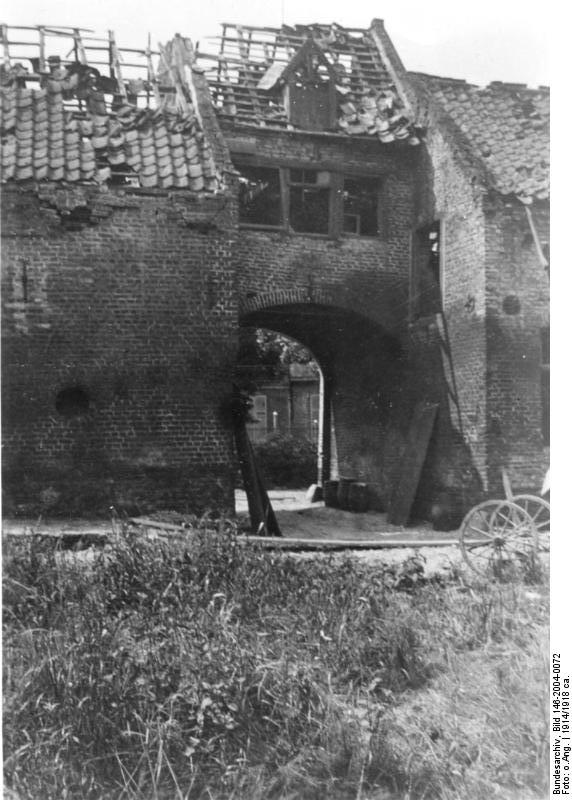
Ferme démolie.
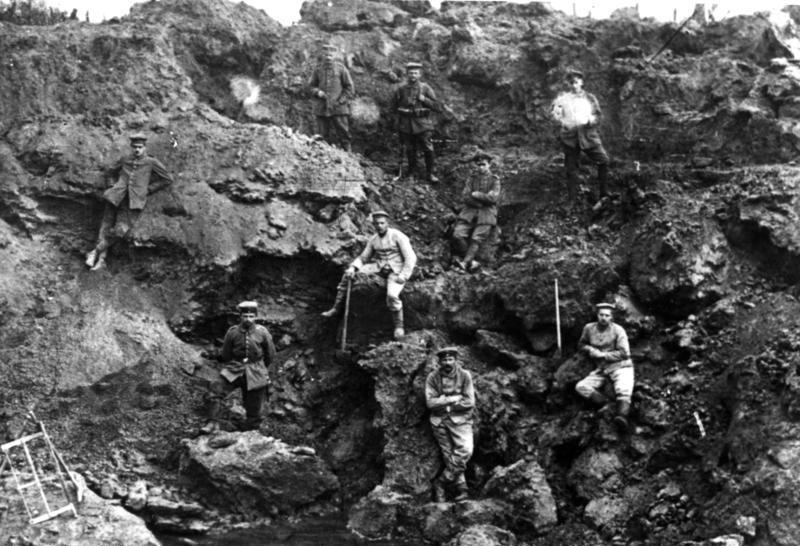
Énorme entonnoir laissé par l'explosion d'une mine.
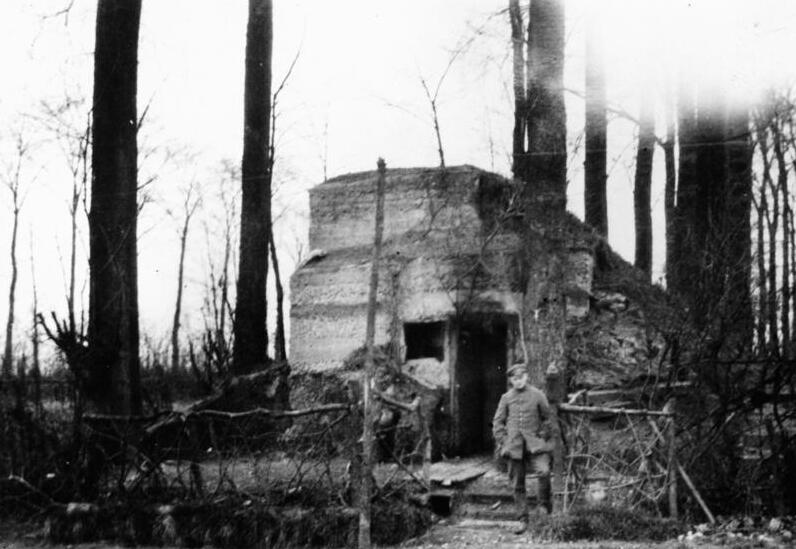
Bunker et soldat allemand photographiés à Fromelles en 1916.
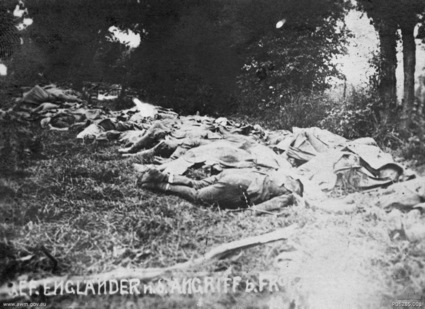
Soldats alliés morts (19.07.1916).

## Héraldique
|  | Les armes de Fromelles se blasonnent ainsi : « D'argent à la croix de gueules ». |

## Politique et administration

### Liste des maires

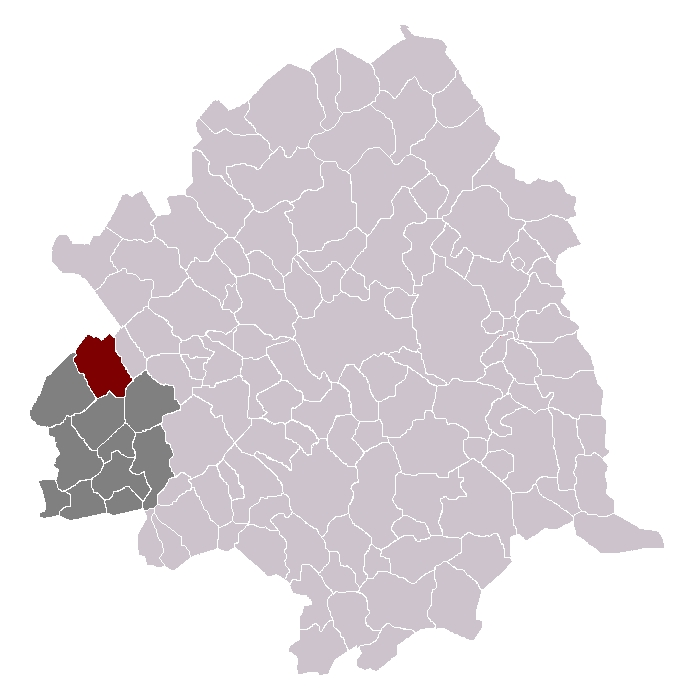
Fromelles dans son canton et son arrondissement.

Maire de 1802 à 1807 : A. Dubrulle,.

Maire en 1881 : Descamps.
| Période                                  | Période   | Identité            | Étiquette | Qualité |
| ---------------------------------------- | --------- | ------------------- | --------- | ------- |
| Mars 1983                                | Mars 2001 | Francis Delattre    |           |         |
| Mars 2001                                | Mars 2014 | Hubert Huchette     |           |         |
| mars 2014                                | en cours  | Jean-Gabriel Masson |           |         |
| Les données manquantes sont à compléter. |           |                     |           |         |

### Instances judiciaires et administratives
La commune relève du tribunal d'instance de Lille, du tribunal de grande instance de Lille, de la cour d'appel de Douai, du tribunal pour enfants de Lille, du tribunal de commerce de Tourcoing, du tribunal administratif de Lille et de la cour administrative d'appel de Douai.

## Population et société

### Démographie

#### Évolution démographique
L'évolution du nombre d'habitants est connue à travers les recensements de la population effectués dans la commune depuis 1793. Pour les communes de moins de 10 000 habitants, une enquête de recensement portant sur toute la population est réalisée tous les cinq ans, les populations de référence des années intermédiaires étant quant à elles estimées par interpolation ou extrapolation. Pour la commune, le premier recensement exhaustif entrant dans le cadre du nouveau dispositif a été réalisé en 2004.

En 2022, la commune comptait 1 133 habitants, en évolution de +23,56 % par rapport à 2016 (Nord : +0,51 %, France hors Mayotte : +2,11 %).
| 1793  | 1800  | 1806  | 1821  | 1831  | 1836  | 1841  | 1846  | 1851  |
| ----- | ----- | ----- | ----- | ----- | ----- | ----- | ----- | ----- |
| 1 366 | 1 244 | 1 269 | 1 137 | 1 326 | 1 348 | 1 399 | 1 360 | 1 290 |

| 1856  | 1861  | 1866  | 1872  | 1876  | 1881  | 1886  | 1891  | 1896  |
| ----- | ----- | ----- | ----- | ----- | ----- | ----- | ----- | ----- |
| 1 288 | 1 328 | 1 314 | 1 317 | 1 287 | 1 213 | 1 192 | 1 147 | 1 106 |

| 1901  | 1906  | 1911 | 1921 | 1926 | 1931 | 1936 | 1946 | 1954 |
| ----- | ----- | ---- | ---- | ---- | ---- | ---- | ---- | ---- |
| 1 097 | 1 016 | 955  | 529  | 582  | 582  | 597  | 576  | 586  |

| 1962 | 1968 | 1975 | 1982 | 1990 | 1999 | 2004 | 2006 | 2009 |
| ---- | ---- | ---- | ---- | ---- | ---- | ---- | ---- | ---- |
| 602  | 603  | 694  | 751  | 887  | 961  | 907  | 893  | 868  |

| 2014 | 2019  | 2022  | - | - | - | - | - | - |
| ---- | ----- | ----- | - | - | - | - | - | - |
| 885  | 1 041 | 1 133 | - | - | - | - | - | - |

#### Pyramide des âges
La population de la commune est relativement jeune.
En 2018, le taux de personnes d'un âge inférieur à 30 ans s'élève à 34,4 %, soit en dessous de la moyenne départementale (39,5 %). À l'inverse, le taux de personnes d'âge supérieur à 60 ans est de 23,0 % la même année, alors qu'il est de 22,5 % au niveau départemental.
En 2018, la commune comptait 505 hommes pour 495 femmes, soit un taux de 50,5 % d'hommes, largement supérieur au taux départemental (48,23 %).
Les pyramides des âges de la commune et du département s'établissent comme suit.
| Hommes | Classe d’âge | Femmes |
| ------ | ------------ | ------ |
| 1,0    | 90 ou +      | 0,8    |
| 5,5    | 75-89 ans    | 6,8    |
| 16,2   | 60-74 ans    | 15,9   |
| 21,7   | 45-59 ans    | 20,6   |
| 21,5   | 30-44 ans    | 21,4   |
| 14,8   | 15-29 ans    | 14,6   |
| 19,4   | 0-14 ans     | 20,0   |

| Hommes | Classe d’âge | Femmes |
| ------ | ------------ | ------ |
| 0,5    | 90 ou +      | 1,4    |
| 5,3    | 75-89 ans    | 8,1    |
| 14,8   | 60-74 ans    | 16,2   |
| 19,1   | 45-59 ans    | 18,4   |
| 19,5   | 30-44 ans    | 18,7   |
| 20,7   | 15-29 ans    | 19,1   |
| 20,2   | 0-14 ans     | 18     |

## Lieux et monuments
- Parc mémorial australien

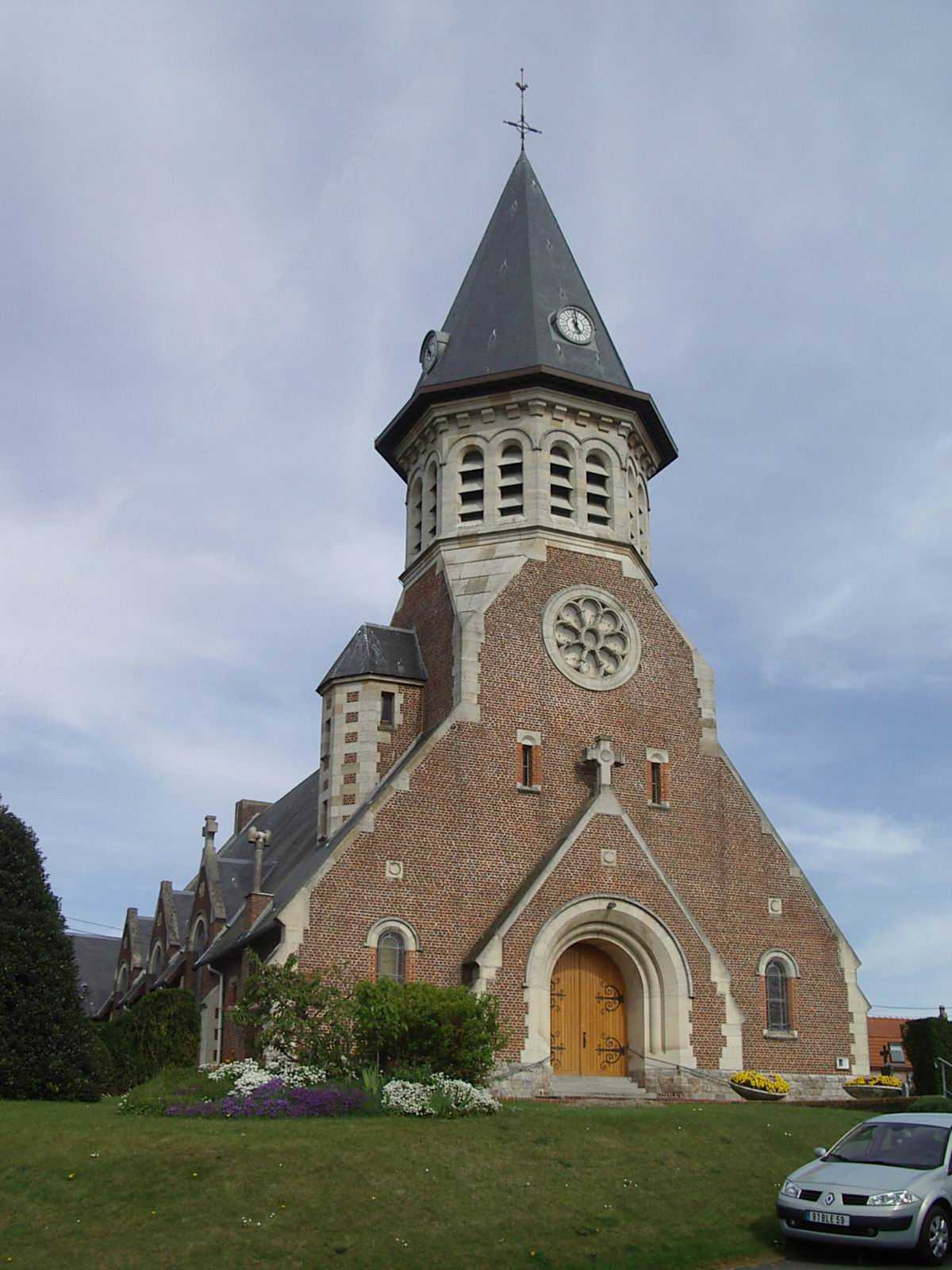
Musée de la bataille de Fromelles
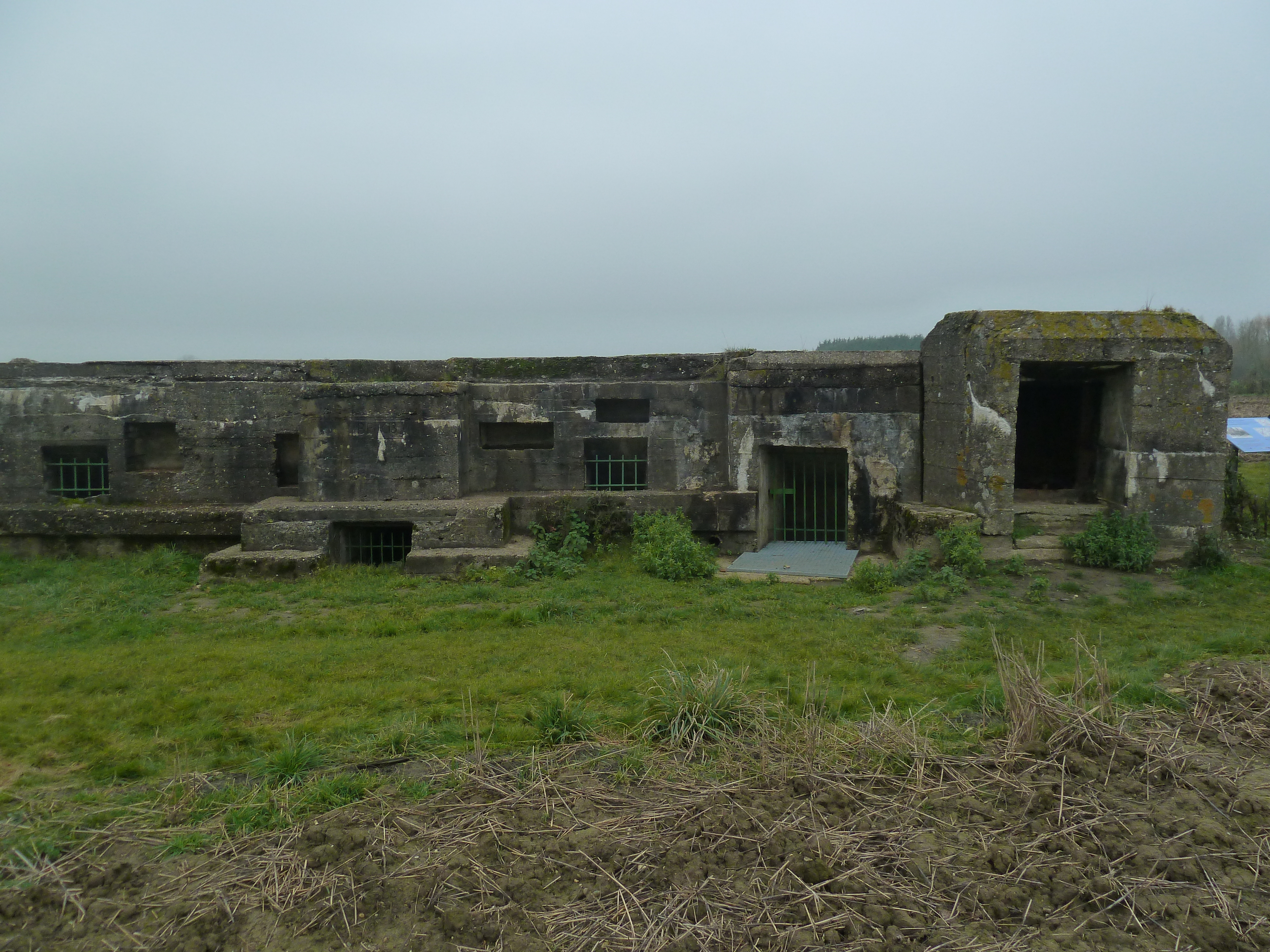
Le bunker
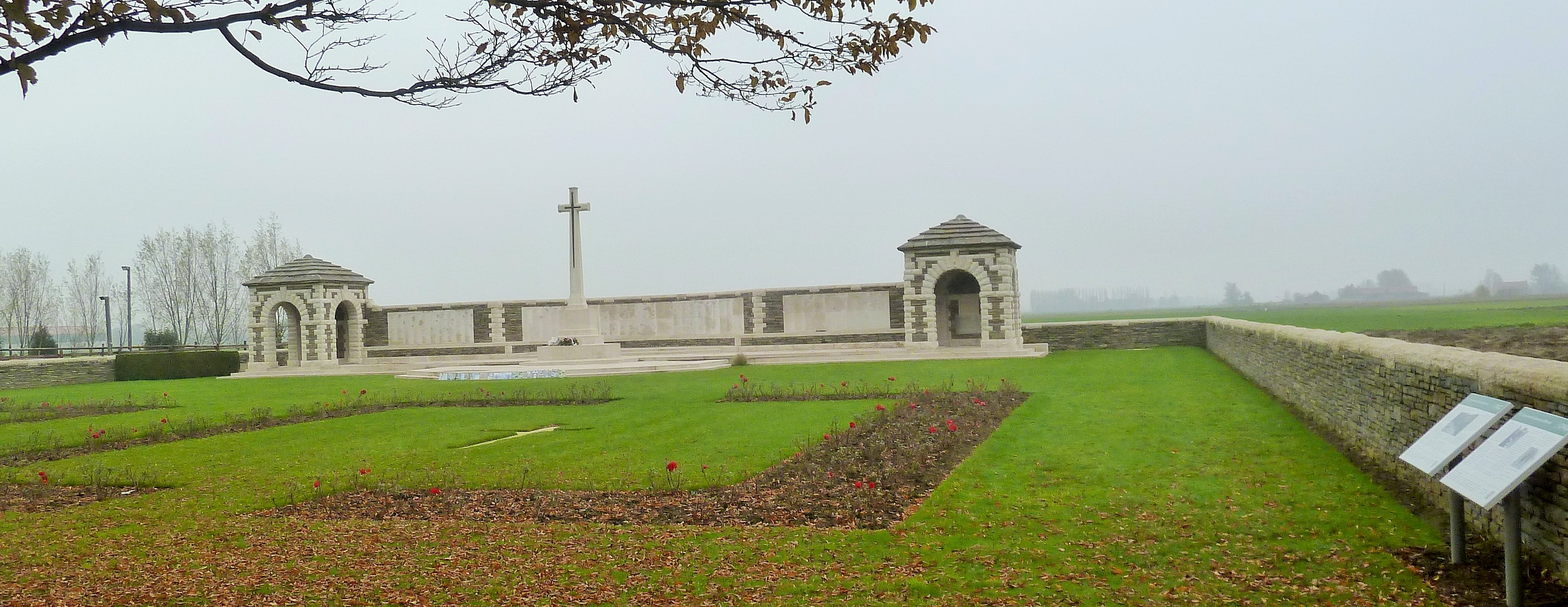
Corner Australian Cimetery
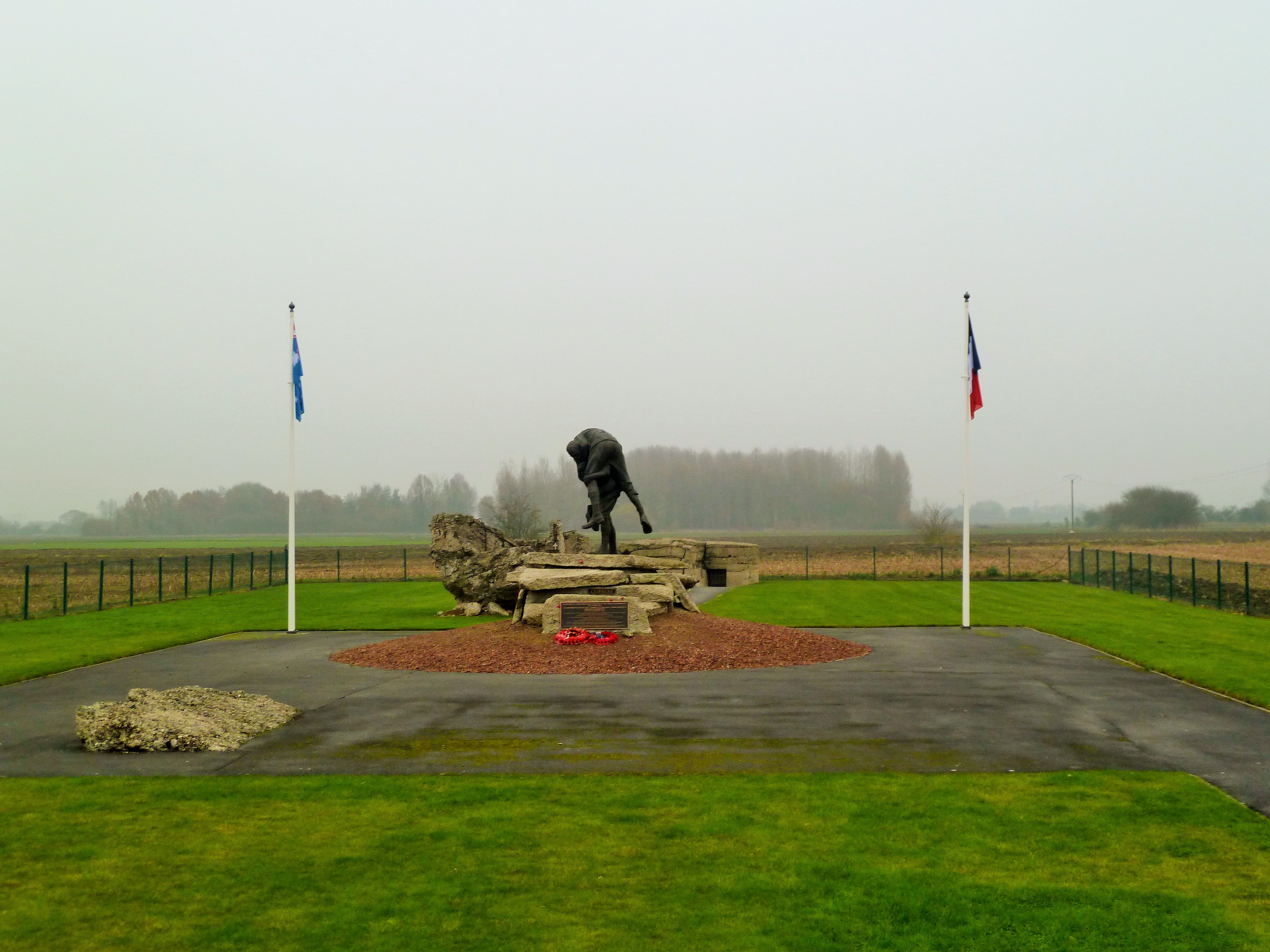
Statue de Cobbers au Australian Memorial Park de Fromelles

- Pheasant Wood Military Cemetery
- Cimetière australien
- Église de Fromelles

- Église de Fromelles
- Le bunker
- Corner Australian Cimetery
- Statue de Cobbers au Australian Memorial Park de Fromelles

## Personnalités liées à la commune
- Les ascendants de l'écrivain belge Patrick Lowie sont de Fromelles. Jacques Lohier y est né en 1550. Il est le personnage d'un roman de Lowie intitulé "Le sorcier de Fromelles" ;
- Henri-Clotaire Descamps (1906-1942), militaire et résistant français ;

## Pour approfondir
- Documentaire radiophonique : « Au bout du bush : Fromelles… et les tranchées », de Jean-Louis Rioual, réalisation : Renaud Dalmar. Un documentaire diffusé le 09 novembre 2010 dans l'émission La Fabrique de l'histoire sur France Culture, (50 minutes).